# Klub Sceptyków Polskich
Klub Sceptyków Polskich of KSP (Nederlands: Club van Poolse Skeptici, Engels: Polish Skeptics Club of Polish Sceptics Club) is een niet-gouvernementele non-profitorganisatie die actief streeft naar de bevordering van kritisch denken, wetenschappelijk scepticisme en wetenschappelijke methoden. Zij verenigt wetenschappers en mensen die geïnteresseerd zijn in wetenschap en wetenschappelijk onderzoek in Polen.

## Doelen
Het hoofddoel van de KSP is het propageren en populariseren van evidence-based, empirische wetenschappelijke kennis en haar praktische implicaties. Bovendien houdt de KSP zich bezig met consumentenbescherming tegen pseudowetenschappelijke activiteiten die schade kunnen doen (vooral op terreinen zoals geneeskunde of klinische en rechtspsychologie). De Club van Poolse Skeptici opereert vooral op educatieve evenementen, lezingen, conferenties en door actief deel te nemen aan bijeenkomsten en conferenties die te maken hebben met het bevorderen van empirische kennis en/of het ontmaskeren van pseudowetenschap. Leden van de KSP doen wetenschappelijk onderzoek en zijn gericht op het verifiëren van claims, als er een mogelijkheid bestaat dat ze misleidend of onjuist zijn. Leden schrijven en publiceren artikelen en informatie (via traditionele en digitale media) over het bevorderen en verspreiden van goede onderzoekspraktijken, goede medische en therapeutische praktijken (vooral in de geneeskunde en de psychologie), het weerleggen van frauduleuze of onbevestigde claims. Daarnaast bieden KSP-leden petities en openbare enquêtes aan aan de relevante autoriteiten, in gevallen waarin de openbare veiligheid gevaar dreigt te lopen (bijvoorbeeld door medische of psychologische therapieën). De KSP organiseert lezingen, bijeenkomsten, conferenties en andere evenementen om gezondheidsbewustzijn en -kennis te bevorderen. Zij ondersteunt onderzoekers en beoefenaars, in het bijzonder wanneer hun acties tegen pseudowetenschap leiden tot uitsluiting van hun gemeenschap en het verslechteren van hun sociale status. De KSP werkt ook samen met individuen en instituten met vergelijkbare doelstellingen.

## Activiteiten

### Waakhondactiviteiten
De KSP realiseert haar doelstellingen door het ontmaskeren van pseudowetenschap in de openbare ruimte. Leden van de KSP ondernamen al talloze activiteiten voordat de Club formeel opgericht werd. In de lente van 2009 schreef Tomasz Witkowski samen met Łukasz Turski en Tomasz Sowiński van het Instituut voor Theoretische Fysica aan de Poolse Academie van Wetenschappen een open brief “Ter verdediging van de rede”. De brief was gericht aan de voormalige Minister van Arbeid en Sociaal Beleid, Jolanta Fedak. De auteurs protesteerden tegen het officieel erkennen van beroepen zoals waarzegger, astroloog, bioenergotherapeut en helderziende. De brief was getekend door 4.982 mensen, waaronder Poolse wetenschappers van over de hele wereld. Aan deze gebeurtenis werd aandacht gegeven door de nationale media. Het Ministerie negeerde de ondertekenaars van de brief, maar de actie vergrootte het publieke besef aanzienlijk dat pseudowetenschap alle aspecten van sociale, juridische en educatieve activiteiten penetreert. De chronologie van de gebeurtenissen werd ook door Skeptical Inquirer beschreven.
In mei 2010 verzorgde het Instituut voor Psychologie van de Universiteit van Opole een lezing van gebedsgenezer George E. Ashkar, die naar verluidt 100% van alle gevallen van kanker, aids, reumatoïde artritis, bronchiale astma en andere aandoeningen kan "genezen". Maciej Zatoński en Tomasz Witkowski protesteerden tegen het verbreiden van pseudowetenschap binnen de muren van een academisch instituut. Ze publiceerden een 'Open brief tegen de popularisering van pseudowetenschap', gericht aan de rector magnificus. De brief werd getekend door meer dan 200 mensen en haalde de media. In het voorjaar van 2013 nodigden studenten van de Universiteit van Opole helderziende Krzysztof Jackowski uit voor een lezing. De KSP protesteerde opnieuw tegen zulke praktijken, maar de rector besloot de lezing door te laten gaan.

### 10:23-campagne

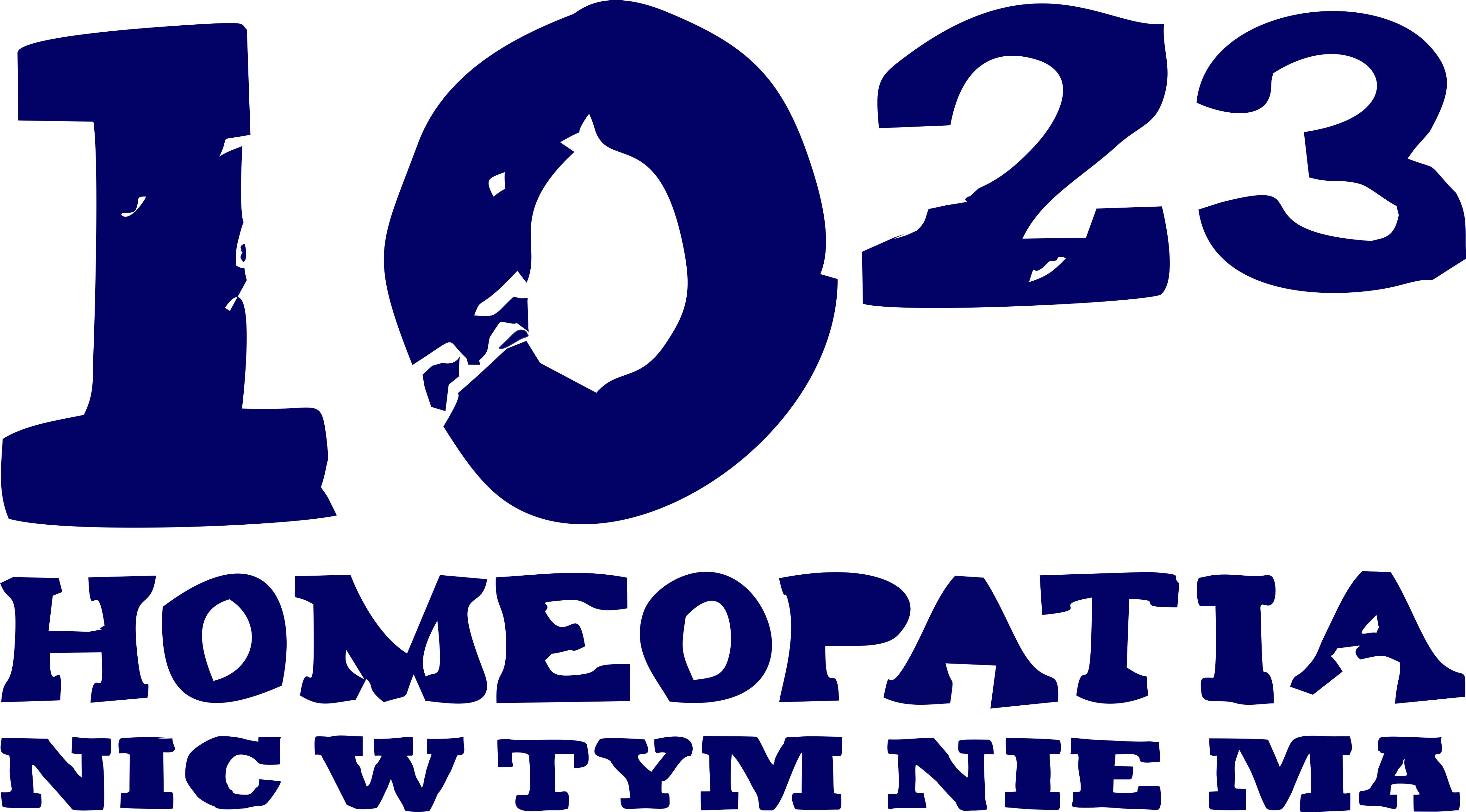
Het Poolse 10:23-campagnelogo.

De KSP staat bekend om haar kritische positie ten opzichte van homeopathie. KSP-leden hebben verscheidene kritische over homeopathie en pseudowetenschap in de medische praktijk. In 2011 deed de KSP mee aan de mondiale 10:23-campagne, waarbij leden van sceptische organisaties over de hele wereld een 'overdosis' homeopathische pillen innamen. Het doel van de campagne was om de publieke aandacht te vestigen op het gebrek aan enige waarde van homeopathische "geneesmiddelen" bij het behandelen of voorkomen van welke medische toestand dan ook.

### Sisyphusprijs
De Sisyphusprijs van 25.000 euro werd door de Vlaamse skeptische organisatie SKEPP aangeboden aan eenieder die onder wetenschappelijk gecontroleerde omstandigheden kan aantonen dingen te kunnen doen die paranormaal of onmogelijk zijn volgens de huidige wetenschappelijke kennis. Gedurende een heel jaar (1 oktober 2012 – 30 september 2013) verhoogde een anonieme zakenman uit Antwerpen de hoogte van de prijs tot 1.000.000 euro. De Club van Poolse Skeptici werd uitgenodigd om de kwalificatietests in Polen uit te voeren. Anno 2015 heeft geen enkele kandidaat zijn/haar paranormale vaardigheden kunnen bewijzen, ondanks het feit dat enkelen van hen publiekelijk verklaarden dat zij de uitdaging zouden aannemen.

### CampagnePsychologie is wetenschap, geen hekserij

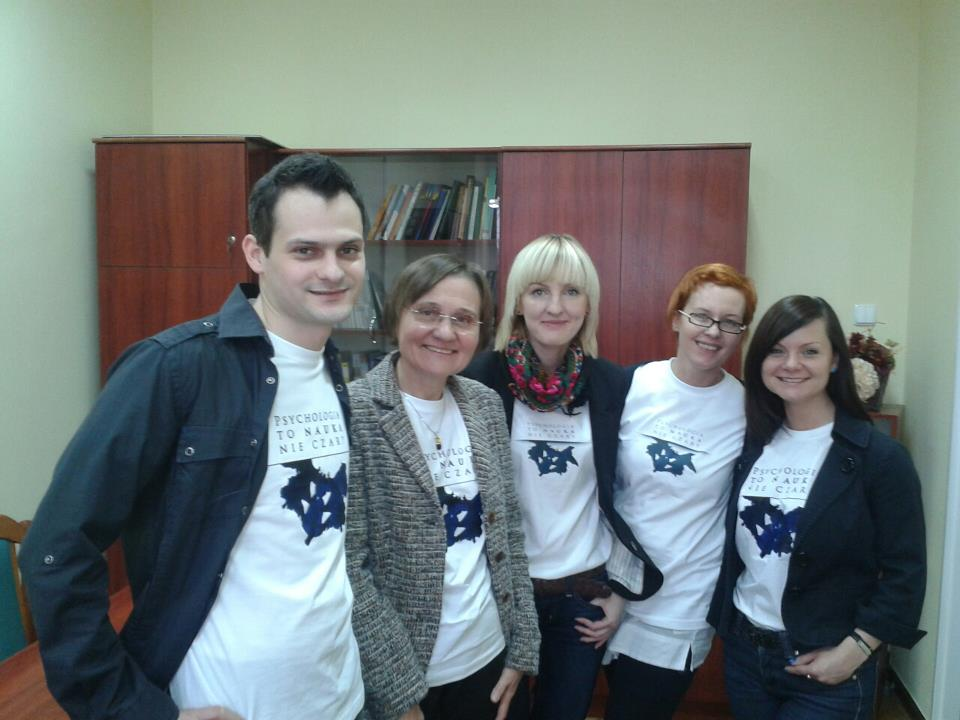
Actievoerders aan de Universiteit van Łódź.

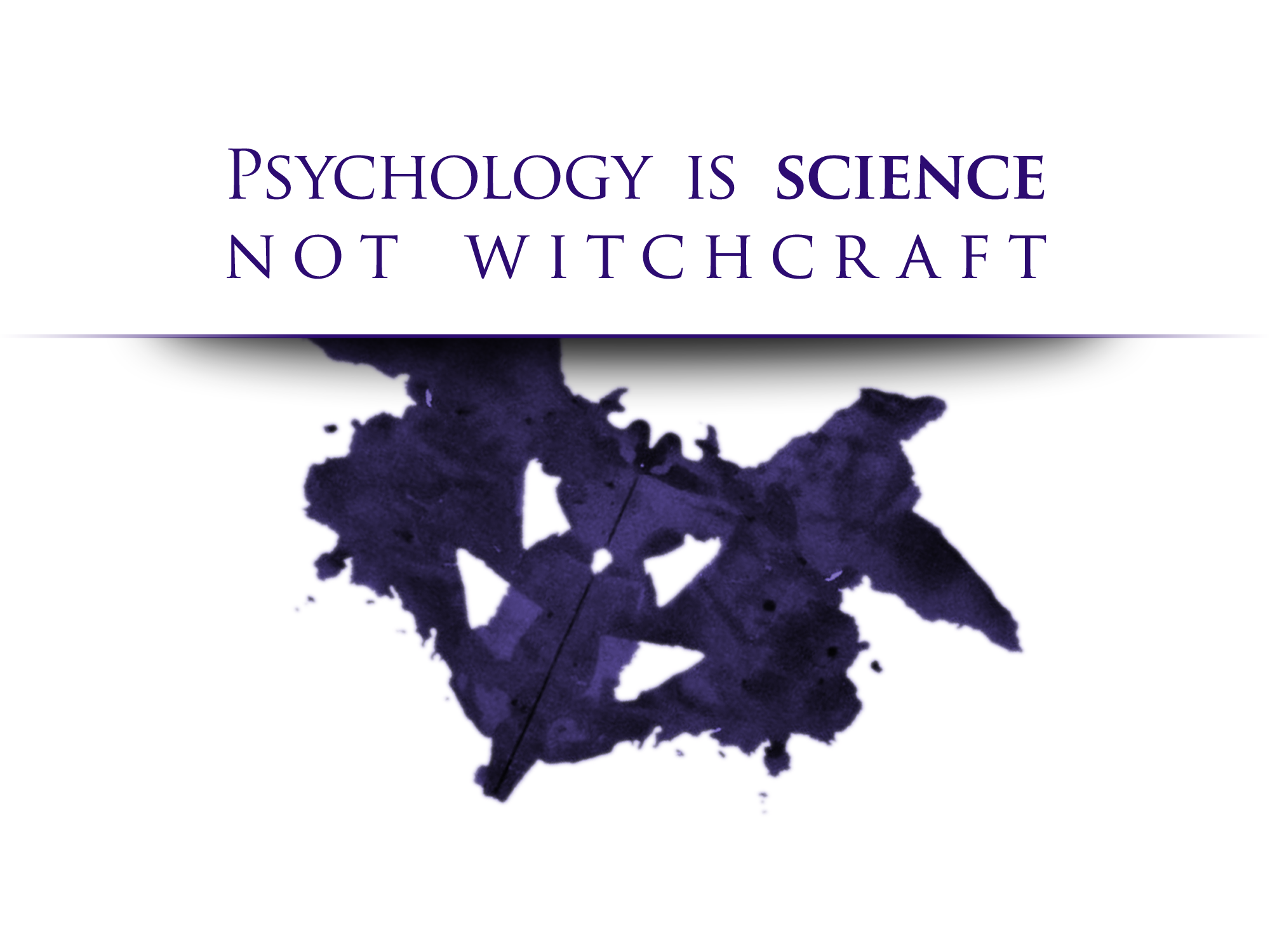
Logo van de campagne "Psychologie is wetenschap, geen hekserij".

Op 27 februari 2012 deden meer dan 140 Poolse wetenschappers, praktiserende psychologen en universitaire studenten mee aan een door de KSP geleid vierdaags protest tegen het gebruik van ontkrachte en potentieel schadelijke tests door klinische en rechtspsychologen. De campagne richtte zich voornamelijk op de rorschachtest (en andere projectietests). Op deze dag verschenen demonstranten die T-shirts droegen met de campagnenaam in de grootste universiteiten van Polen (Universiteit van Sociale Wetenschappen en Humaniora, Universiteit van Łódź, Universiteit van Warschau en Universiteit van Wrocław), in talloze kantoren van psychotherapeuten en in verscheidene boekwinkels. Het hoogtepunt van de campagne was op 1 maart, toen studenten handtekeningen verzamelden voor een open brief aan de Poolse Vereniging van Psychologen, waarin zij verzocht werd de verspreiding van nutteloze diagnostische tests te beëindigen. Het protest kreeg veel aandacht in de landelijke media en werd toegejuicht door wetenschappelijke kringen. Zij vonden het feit dat methoden zoals de rorschachtest worden gebruikt in Poolse rechtbanken zeer gevaarlijk, omdat ze kunnen leiden tot valse beschuldigingen en valse vrijpleitingen. Dariusz Doliński merkte op: "Ik weet dat conclusies over de menselijke persoonlijkheid, gebaseerd op wat er gezien wordt in inktvlekken, een reusachtige indruk kan maken op leken. Maar mensen die psychologie gestudeerd hebben, zouden moeten weten dat vrijwel niemand weet wat de test nou eigenlijk meet – als hij überhaupt meer meet dan de originaliteit van associaties."

### Internationale activiteit

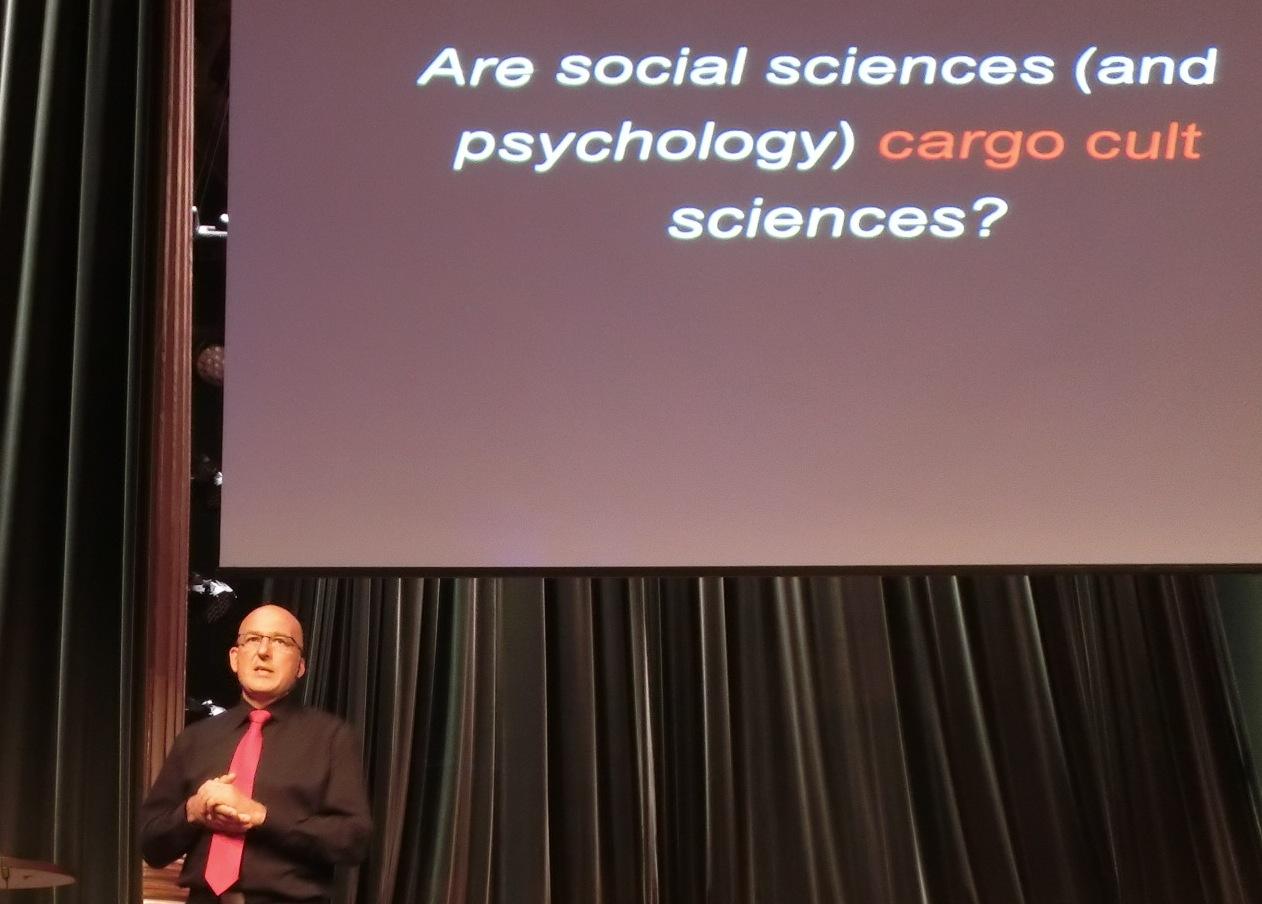
Tomasz Witkowski spreekt op het 15e European Skeptics Congress 2013.

Sinds 2010 nemen leden van de KSP actief deel aan internationale skeptische congressen, publiceren in internationale populair-wetenschappelijke, en collegiaal getoetste wetenschappelijke tijdschriften, en geven commentaar voor internationale media. In 2013 deed de Club van Poolse Skeptici actief mee aan de AllTrials-campagne voor de publicatie van gegevens van alle klinische onderzoeken. Hiervoor hebben zij Poolse Europarlementariërs gepetitioneerd.

### Terugkerende lezingen, bijeenkomsten en workshops
De KSP organiseert regelmatig lezingen en discussies over het populariseren van verscheidene aspecten van de wetenschap en het ontmaskeren van pseudowetenschap. Deze werden vroeger steeds gehouden in boekenclub en -café “Falanster” in Wrocław en de boekenwinkel “Psyche” in Warschau. Sinds de sluiting van “Falanster” worden ze alleen nog georganiseerd in Warschau. Op 12 september 2013 organiseerde de KSP samen met de Poolse Vereniging van Rationalisten (Polskie Stowarzyszenie Racjonalistów) een lezing van Jerry Coyne van het Department of Ecology and Evolution van de Universiteit van Chicago, getiteld “Why religion and science …”. Chris French, het hoofd van de Anomalistic Psychology Research Unit van Goldsmiths College in Londen, was gastspreker tijdens een ander evenement van de KSP (Weird science: Introduction to Anomalistic Psychology”) op 24 juni 2014.

## Media-aandacht
Acties van de KSP worden regelmatig gemeld in lokale en nationale media en KSP-leden worden vaak uitgenodigd als experts. Tomasz Garstka is bijvoorbeeld verschillende keren uitgenodigd op nationale programma's om commentaar te geven over helderziendheid of hypnose als vorm van therapie. Witkowski verschijnt vaak als expert in discussies over pseudowetenschap in de psychologie, de psychotherapie en het onderwijs. De medische deskundige voor alternatieve geneeswijzen is Andrzej Gregosiewicz.